# چبینیه
چبینیه (به لاتین: Trzebienie) یک سکونتگاه مسکونی در لهستان است که در Gmina Lisków واقع شده‌است.